# バリオカム
バリオカム（VarioCam）は自動車のエンジンにおいて使用される可変バルブ機構のポルシェにおける名称である。
基本特許はロータスが所持しており、それをシェフラーが買ってポルシェと共同開発した。市販車においては1991年、ポルシェ・968において最初に使用された。

## バリオカム
位相変化型の可変バルブタイミング機構。カムシャフトの位相を変化させることでバルブタイミングを変化させる。

## バリオカム・プラス
バリオカム・プラス（VarioCam Plus）はバリオカムの位相変化に、2ステージの可変バルブリフトシステムを加えたカム切り替え・位相変化型の可変バルブタイミング機構である。カムの切り替え機構はタペットに組み込まれており、VTEC等に代表されるロッカーアームを介するものとは異なる。これにより動弁を直打式から変更することなく可変リフトを実現している。同様の機構はスバルのダイレクト可変バルブリフト機構でも採用された。
1999年、ポルシェ・911の996型ターボに初めて使用された。